# Chimarra natalicia
Chimarra natalicia is een schietmot uit de familie Philopotamidae. De soort komt voor in het Australaziatisch gebied.